# Royal White Star Bruxelles
Royal White Star Bruxelles – belgijski klub piłkarski, mający siedzibę w mieście Bruksela.

## Historia
Chronologia nazw:
- 1948: Kappelleveld Football Club
- 1954: Woluwe Football Club
- 1963: White Star Woluwe Football Club
- 1981: White Star Malou Woluwe
- 1994: White Star Woluwe Football Club
- 2005: Royal White Star Woluwe Football Club

Klub został założony w 1948 roku jako Kappelleveld Football Club. W 1954 roku zmienił nazwę na Woluwe Football Club. W 1963 roku doszło do fuzji White Star AC i RR de Bruxelles i utworzono nowy klub RR White, w związku z czym Woluwe FC zmienił nazwę na White Star Woluwe Football Club. W 1981 roku klub przemianowano na White Star Malou Woluwe, a w 1994 roku na White Star Woluwe Football Club. Obecna nazwa Royal White Star Woluwe Football Club używana jest od 2005 roku.
W 2011 roku White Star wygrał rozgrywki trzeciej ligi i dzięki temu po raz pierwszy w historii awansował do drugiej ligi.

## Reprezentanci kraju grający w klubie
Stan na sierpień 2018
| - Habib Bellaïd - Moussa Traoré - Emongo Diowo Wetshi - Christian Kinkela - Ibrahim Somé Salombo - Lanfia Camara - Basile de Carvalho - Gary Ambroise - Jason Morrison - Demar Stewart | - Rafe Wolfe - Maxime Chanot - Aurélien Joachim - Chahir Belghazouani - Abderrahman Kabous - Henri Munyaneza - Mohamed Daf - Adama Gueye - Matthew Bartholomew - Jan-Michael Williams |